# ウルバン・ヘティヒ
ウルバン・ヘティヒ（Urban Hettich、1953年3月2日 - ）はドイツ、バーデン＝ヴュルテンベルク州シュヴァルツヴァルト＝バール郡ショーナッハ出身の元ノルディック複合、クロスカントリースキー選手で後に指導者。ゲオルク・ヘティヒは同郷だが血縁関係はない。

## プロフィール
1972年札幌オリンピックに18歳で出場、複合では後半クロスカントリーで2位のタイムで好走し20位、その走力を買われクロスカントリースキーリレーのメンバーとして7位となった。1976年インスブルックオリンピックでは前半ジャンプの11位から後半クロスカントリートップタイムの好走で順位を上げ、銀メダルを獲得した。1980年レークプラシッドオリンピックでは14位だった。
現役引退後はコーチとなり、カナダ複合チームやスペインクロスカントリースキーチームのコーチを歴任、1984年にはフルトヴァンゲンにある全寮制スキー学校のコーチに就任した。2005/06シーズンにはスイス複合チームのコーチを務めた。